# Liste der Straßen und Brücken in Hamburg-Tonndorf

Lage von Tonndorf in Hamburg und im Bezirk Wandsbek (hellrot)

Die Liste der Straßen und Brücken in Tonndorf ist eine Übersicht der im Hamburger Stadtteil Tonndorf vorhandenen Straßen und Brücken. Sie ist Teil der Liste der Verkehrsflächen in Hamburg.

## Überblick
In Tonndorf (Ortsteilnummer 513) leben 15622 Einwohner (Stand: 31. Dezember 2023) auf 3,9 km². Tonndorf liegt in den Postleitzahlenbereichen 22041, 22045, 22047 und 22159.
In Tonndorf gibt es 85 benannte Verkehrsflächen, darunter vier Brücken.

## Übersicht der Straßen
Die nachfolgende Tabelle gibt eine Übersicht über alle benannten Verkehrsflächen – Straßen, Plätze und Brücken – im Stadtteil sowie einige dazugehörige Informationen. Im Einzelnen sind dies:
- Name/Lage: aktuelle Bezeichnung der Straße, des Platzes oder der Brücke. Über den Link (Lage) kann die Straße, der Platz oder die Brücke auf verschiedenen Kartendiensten angezeigt werden. Die Geoposition gibt dabei ungefähr die Mitte an. Bei längeren Straßen, die durch zwei oder mehr Stadtteile führen, kann es daher sein, dass die Koordinate in einem anderen Stadtteil liegt.
- Straßenschlüssel: amtlicher Straßenschlüssel, bestehend aus einem Buchstaben (Anfangsbuchstabe der Straße, des Platzes oder der Brücke) und einer dreistelligen Nummer.
- Länge/Maße in Metern:
Hinweis: Die in der Übersicht enthaltenen Längenangaben sind nach mathematischen Regeln auf- oder abgerundete Übersichtswerte, die im Digitalen Atlas Nord[1] mit dem dortigen Maßstab ermittelt wurden. Sie dienen eher Vergleichszwecken und werden, sofern amtliche Werte bekannt sind, ausgetauscht und gesondert gekennzeichnet.
Bei Plätzen sind die Maße in der Form a × b bei rechteckigen Anlagen oder a × b × c bei dreiecksförmigen Anlagen mit a als längster Kante dargestellt.
Der Zusatz (im Stadtteil) gibt an, wie lang die Straße innerhalb des Stadtteils ist, sofern sie durch mehrere Stadtteile verläuft.
- Namensherkunft: Ursprung oder Bezug des Namens.
- Datum der Benennung: Jahr der offiziellen Benennung oder der Ersterwähnung eines Namens, bei Unsicherheiten auch die Angabe eines Zeitraums.
- Anmerkungen: Weitere Informationen bezüglich anliegender Institutionen, der Geschichte der Straße, historischer Bezeichnungen, Baudenkmale usw.
- Bild: Foto der Straße oder eines anliegenden Objektes.

| Name/Lage                       | Straßen- schlüssel | Länge/Maße (in Metern) | Namensherkunft | Datum der Benennung | Anmerkungen | Bild                     |
| ------------------------------- | ------------------ | ---------------------- | --- | ------------------- | --- | ------------------------ |
| Ahrensburger Straße (Lage)      | A053               | 0950 (im Stadtteil)    | Ahrensburg, Stadt in Schleswig-Holstein | 1909                | westlich der Kreuzung Ölmühlenweg/Holstenhofweg in Wandsbek | Ahrensburger Straße      |
| Albert-Schweitzer-Ring (Lage)   | A582               | 0705                   | Albert Schweitzer (1875–1965), Arzt und Theologe | 1975                | | Albert-Schweitzer-Ring   |
| Am Grundwasserwerk (Lage)       | A238               | 0285                   | nach der Lage am ehemaligen Wasserwerk | 1938                | | Am Grundwasserwerk       |
| Am Hohen Hause (Lage)           | A249               | 0245                   | nach einem dort von der Neuen Heimat errichteten achtgeschossigen Verwaltungsgebäude | 1961                | | Am Hohen Hause           |
| Am Pulverhof (Lage)             | A312               | 0620                   | nach einer von insgesamt acht ehemaligen Mühlen an der Wandse | vor 1920            | östliche Straßenhälfte in Rahlstedt | Am Pulverhof             |
| Am Stadtrand (Lage)             | A337               | 1030 (im Stadtteil)    | nach der Lage am Rand der ehemals selbstständigen Stadt Wandsbek | vor 1938            | nur östliche Straßenhälfte zwischen Walddörferstraße und Tilsiter Straße, sonst in Wandsbek | Am Stadtrand             |
| Am Wasserturm (Lage)            | A358               | 0105                   | nach der Lage am 1953 abgerissenen Wasserturm | vor 1936            | | Am Wasserturm            |
| Auerhahnweg (Lage)              | A497               | 0320                   | nach dem gleichnamigen größten europäischen Hühnervogel | 1950                | östliche Straßenhälfte in Rahlstedt | Auerhahnweg              |
| Barenkrug (Lage)                | B056               | 0610                   | nach einem Flurnamen (Bar = Eber, Krug = entlegener Acker) | 1921                | Nur die Grundstücke Nr. 16 und 16a (Gyula-Trebitsch-Schule) befinden sich in Tonndorf, ansonsten liegt die Straße komplett in Farmsen-Berne. | Barenkrug                |
| Brunnenkoppel (Lage)            | B838               | 0300                   | nach einem nahegelegenen Tiefwasserbrunnen | 1984                | | Brunnenkoppel            |
| Charlottenburger Straße (Lage)  | C020               | 0160 (im Stadtteil)    | Charlottenburg, Berliner Ortsteil | 1961                | südlich der Köpenicker Straße in Jenfeld Motivgruppe: Berliner Bezirke und Ortsteile (überwiegend in Jenfeld und Rahlstedt) | Charlottenburger Straße  |
| Dammwiesenstraße (Lage)         | D029               | 0205                   | nach dem Flurnamen Dammwisch | 1950                | niederdeutsch Wisch = Wiese | Dammwiesenstraße         |
| Doraustieg (Lage)               | D278               | 0190                   | Fritz Dorau (1911–1988), Pastor in Tonndorf | 1996                | | Doraustieg               |
| Eckenerstraße (Lage)            | E011               | 0125                   | Hugo Eckener (1868–1954), Luftfahrtpionier | vor 1938            | | Eckenerstraße            |
| Eiderstraße (Lage)              | E078               | 0250                   | Eider, Fluss in Schleswig-Holstein | vor 1933            | | Eiderstraße              |
| Ellerneck (Lage)                | E157               | 0605 (im Stadtteil)    | nach einem früheren Flurnamen Ellernbusch und dem Verlauf der Straße | 1950                | zwischen Köpenicker Straße und Auerhahnweg komplett im Stadtteil, zwischen Auerhahnweg und Lohwisch nur die südliche Straßenhälfte, ansonsten in Rahlstedt | Ellerneck                |
| Euckenstraße (Lage)             | E253               | 0350                   | Rudolf Eucken (1846–1926), Philosoph | 1951                | vor 1951: Gneisenaustraße | Euckenstraße             |
| Fehmarnstraße (Lage)            | F052               | 0145                   | Ostseeinsel Fehmarn | vor 1933            | | Fehmarnstraße            |
| Feldlerchenweg (Lage)           | F062               | 0270                   | nach dem gleichnamigen Vogel | 1950                | | Feldlerchenweg           |
| Flensburger Straße (Lage)       | F149               | 0230                   | Flensburg, Stadt in Schleswig-Holstein | vor 1933            | | Flensburger Straße       |
| Friedrich-Ebert-Damm (Lage)     | F230               | 0805                   | Friedrich Ebert (1871–1925), SPD-Politiker | 1945                | vor 1945: Grüner Weg, Adolf-Hitler-Damm; westlich der Straße Am Stadtrand in Wandsbek, östlich des Tegelwegs in Hamburg-Farmsen-Berne, dazwischen komplett im Stadtteil | Friedrich-Ebert-Damm     |
| Halligenstieg (Lage)            | H066               | 0105                   | Halligen, ungeschützte Inseln im nordfriesischen Wattenmeer | 1954                | | Halligenstieg            |
| Hoffwisch (Lage)                | H524               | 0145                   | nach einem Flurnamen (Wiese am Hof) | 1951                | | Hoffwisch                |
| Holstenhofkamp (Lage)           | H820               | 0140                   | in Anlehnung an den Holstenhofweg | 1998                | | Holstenhofkamp           |
| Holstenhofstieg (Lage)          | H732               | 0200                   | in Anlehnung an den Holstenhofweg | 1975                | | Holstenhofstieg          |
| Holstenhofweg (Lage)            | H587               | 0465 (im Stadtteil)    | nach dem Holstenhof, einer vom Rauhen Haus gegründeten Einrichtung | vor 1938            | zwischen der A 24 im Süden und der Bahngleise im Norden westliche Straßenhälfte in Marienthal, östliche Hälfte in Jenfeld, nördlich der Bahngleise westliche Straßenhälfte in Wandsbek, östliche in Tonndorf | Holstenhofweg            |
| Holstenhofwegbrücke (Lage)      | –                  | 0030 (im Stadtteil)    | im Anschluss an den Holstenhofweg | 1936                | überquert im Zuge des Holstenhofwegs die Gleise der Bahnstrecke Hamburg-Lübeck; lt. Straßenverzeichnis nur in Jenfeld und Tonndorf, lt. Grundkarte treffen aber in der Brückenmitte die Grenzen von vier Stadtteilen aufeinander: im Nordwesten Wandsbek, im Nordosten Tonndorf, im Südosten Jenfeld und im Südwesten Marienthal | Holstenhofwegbrücke      |
| Hörnumstraße (Lage)             | H511               | 0285                   | Hörnum, Gemeinde auf der Insel Sylt | vor 1933            | | Hörnumstraße             |
| Hünefeldstraße (Lage)           | H670               | 0295                   | Ehrenfried Günther Freiherr von Hünefeld (1892–1929), Flugpionier | vor 1933            | | Hünefeldstraße           |
| Jenfelder Allee (Lage)          | J113               | 0445 (im Stadtteil)    | Hamburger Stadtteil Jenfeld | 1971                | südlich der Kuehnstraße in Jenfeld | Jenfelder Allee          |
| Jenfelder Straße (Lage)         | J038               | 0775 (im Stadtteil)    | Hamburger Stadtteil Jenfeld | 1929                | südlich von Schimmelmannstraße/Kuehnstraße in Jenfeld | Jenfelder Straße         |
| Johannes-Frömming-Straße (Lage) | J141               | 0090 (im Stadtteil)    | Johannes Frömming (1910–1996), Trabrennsportler | 1999                | Ab der Straße Am Stadtrand liegt die südliche Straßenhälfte für ca. 55 Meter in Tonndorf, die nördliche Hälfte befindet sich in Wandsbek, auf weiteren ca. 35 Metern befindet sich die Straße komplett in Tonndorf, ehe sie vollständig auf das Gebiet von Farmsen-Berne übergeht.                                               | Johannes-Frömming-Straße |
| Köpenicker Stieg (Lage)         | K592               | 0085                   | Köpenick, Berliner Ortsteil | 1986                | Motivgruppe: Berliner Bezirke und Ortsteile (überwiegend in Jenfeld und Rahlstedt) | Köpenicker Stieg         |
| Köpenicker Straße (Lage)        | K326               | 0730 (im Stadtteil)    | Köpenick, Berliner Ortsteil | 1961                | südliche Straßenhälfte bis ca. Hausnummer 69 in Jenfeld, nördlicher Teil in Tonndorf, weiter östlich komplett in Rahlstedt Motivgruppe: Berliner Bezirke und Ortsteile (überwiegend in Jenfeld und Rahlstedt) | Köpenicker Straße        |
| Kroonstücken (Lage)             | K452               | 0225                   | nach einem Flurnamen | 1949                | Hierbei handelt es sich um Landanteile (Stücken), die einem Bauern namens Kroon gehörten. | Kroonstücken             |
| Kuehnstraße (Lage)              | K478               | 1580                   | Ludwig Kuehn (1848–1932), Stadtbaurat in Wandsbek | vor 1938            | nördliche Straßenhälfte in Tonndorf, südliche in Jenfeld | Kuehnstraße              |
| Küperkoppel (Lage)              | K484               | 0535                   | nach einem Flurnamen (Land des Küpers) | 1950                | | Küperkoppel              |
| Küperstieg (Lage)               | K485               | 0280                   | in Anlehnung an die Küperkoppel | 1954                | | Küperstieg               |
| Lohwisch (Lage)                 | L234               | 0170                   | nach einem Flurnamen | vor 1927            | Loh = Wald oder Gehölz, niederdeutsch Wisch = Wiese; östliche Straßenhälfte in Rahlstedt | Lohwisch                 |
| Marner Straße (Lage)            | M064               | 0320                   | Marne, Stadt in Schleswig-Holstein | 1950                | | Marner Straße            |
| Martensallee (Lage)             | M072               | 0340                   | nach den früheren Grundeigentümern, der seit dem 19. Jahrhundert in Tonndorf ansässigen Bauernfamilie Martens | 1959                | | Martensallee             |
| Münzelkoppel (Lage)             | M335               | 1025                   | Johann Heinrich Münzel (1867–1941), Vorbesitzer des Geländes | 1950                | Fuß- und Radweg | Münzelkoppel             |
| Mushörn (Lage)                  | M350               | 0505                   | nach einem Flurnamen | vor 1933            | Mus = Sumpf, Horn = Wald | Mushörn                  |
| Nordmarkstraße (Lage)           | N168               | 0775                   | nach der ehemaligen Markgrafschaft des Römischen Reiches | 1928                | | Nordmarkstraße           |
| Nordmarkstraßenbrücke (Lage)    | –                  | 0020                   | in Anlehnung an die Nordmarkstraße | 1928                | überquert im Zuge der Nordmarkstraße die Wandse | Nordmarkstraßenbrücke    |
| Nordstrandweg (Lage)            | N173               | 0060                   | Nordseehalbinsel Nordstrand | 1954                | | Nordstrandweg            |
| Ölmühlenweg (Lage)              | O037               | 0530                   | nach einer ehemaligen hier gelegenen Ölmühle | vor 1938            | westliche Straßenhälfte in Wandsbek | Ölmühlenweg              |
| Ölmühlenwegbrücke (Lage)        | –                  | 0015                   | in Anlehnung an den Ölmühlenweg | vor 1938            | überquert im Zuge des Ölmühlenwegs die Wandse; westliche Brückenhälfte in Wandsbek | Ölmühlenwegbrücke        |
| Ostende (Lage)                  | O131               | 0465                   | Beckershaus nennt zwei Versionen der Namensherkunft: a) nach einer Tongrube der Hinschenfelder Ziegelei, die voll Wasser gelaufen war und scherzhaft nach dem belgischen Seebad benannt wurde, b) nach der Tatsache, dass sich diese Grube am Ostende der Ziegelei befand | 1933                | vor 1930: Rennbahnstraße, Eberstraße | Ostende                  |
| Pulverhofsweg (Lage)            | P214               | 0060 (im Stadtteil)    | nach einer hier früher gelegenen Pulvermühle | 1921                | ab Hausnummer 96 in westlicher Richtung in Farmsen-Berne | Pulverhofsweg            |
| Rahlau (Lage)                   | R019               | 1275                   | Rahlau, Nebenfluss der Wandse | vor 1931            | | Rahlau                   |
| Rahlaukamp (Lage)               | R407               | 0750                   | in Anlehnung an die Straße Rahlau | 1975                | | Rahlaukamp               |
| Rahlaustieg (Lage)              | R020               | 0245                   | in Anlehnung an die Straße Rahlau | 1956                | | Rahlaustieg              |
| Rahlstedter Weg (Lage)          | R029               | 0095 (im Stadtteil)    | Hamburger Stadtteil Rahlstedt | 1899                | überwiegender nördlicher Teil in Rahlstedt und Farmsen-Berne | Rahlstedter Weg          |
| Reisners Kamp (Lage)            | R138               | 0215                   | Johann Wilhelm Adolph Reisner (1823–1896), Gaststättenbesitzer | 1950                | vor 1950: Nibelungenweg | Reisners Kamp            |
| Roterlenweg (Lage)              | R315               | 0190                   | nach dem gleichnamigen Birkengewächs und in Anlehnung an die benachbarte Straße Ellerneck | 1952                | | Roterlenweg              |
| Schillstraße (Lage)             | S169               | 0295                   | Ferdinand von Schill (1776–1809), preußischer Offizier | 1933                | vor 1933: Rathenaustraße; siehe auch Weseler Weg | Schillstraße             |
| Schweinfurthweg (Lage)          | S355               | 0150                   | Georg Schweinfurth (1836–1925), Afrikaforscher | 1951                | vor 1951: Am Hochbahnheim | Schweinfurthweg          |
| Singelmannsweg (Lage)           | S456               | 0500                   | nach der alten Tonndorfer Bauernsippe Singelmann | um 1900             | Die Benennung erfolgte insbesondere nach August Singelmann (1857–1915), Gemeindevorsteher in Tonndorf-Lohe | Singelmannsweg           |
| Söderblomstraße (Lage)          | S472               | 0310                   | Nathan Söderblom (1866–1931), schwedischer Theologe | 1950                | vor 1950: Scharnhorststraße | Söderblomstraße          |
| Sonnenredder (Lage)             | S499               | 0705                   | frei gewählter Name | 1951                | | Sonnenredder             |
| Sonnenweg (Lage)                | S501               | 1040                   | frei gewählter Name | vor 1933            | Ab Höhe des Geländes der Gyula-Trebitsch-Schule bis Kupferdamm liegt die Straßenfläche in Farmsen-Berne, die Grundstücke auf der östlichen Seite in Tonndorf. | Sonnenweg1               |
| Sonnenwegbrücke (Lage)          | –                  | 0015                   | in Anlehnung an den Sonnenweg | vor 1933            | überquert im Zuge des Sonnenwegs die Wandse | Sonnenwegbrücke          |
| Steenmoor (Lage)                | S610               | 0300                   | nach einem Flurnamen (Steinmoor) | 1951                | | Steenmoor                |
| Stein-Hardenberg-Straße (Lage)  | S623               | 1800 (im Stadtteil)    | Karl vom Stein zum Altenstein (1770–1840) und Karl August von Hardenberg (1750–1822), preußische Politiker | vor 1930            | vor 1930: Hindenburgstraße; nordöstlich der Straße Am Pulverhof in Rahlstedt | Stein-Hardenberg-Straße  |
| Stemmeshay (Lage)               | S672               | 0240                   | nach einem Flurnamen | vor 1933            | Stemm (oder Stemmes) ist der oberirdische Teil einer Baumwurzel, mit Hay ist Heide gemeint, es handelt sich also um eine mit Baumstümpfen bedeckte Heidefläche. | Stemmeshay               |
| Studioweg (Lage)                | S950               | 0165                   | nach dem nahegelegenen Studio Hamburg | 2010                | | Studioweg                |
| Sylter Weg (Lage)               | S828               | 0190                   | Nordseeinsel Sylt | 1951                | | Sylter Weg               |
| Thingsberg (Lage)               | T069               | 0250                   | nach dem germanischen Begriff Thing für Versammlungsplatz oder Richtstätte | vor 1940            | | Thingsberg               |
| Tongrubenweg (Lage)             | T129               | 0295                   | nach den früher dort gelegenen Ziegeleitongruben | 1951                | | Tongrubenweg             |
| Tonndorfer Hauptstraße (Lage)   | T134               | 1545                   | nach der Lage im Stadtteil | 1950                | | Tonndorfer Hauptstraße   |
| Tonndorfer Schulstraße (Lage)   | T135               | 0165                   | nach der Lage an der Schule im Stadtteil | vor 1932            | | Tonndorfer Schulstraße   |
| Tonndorfer Strand (Lage)        | T136               | 0775                   | nach der Lage beim Strandbad „Ostende“ | 1950                | | Tonndorfer Strand        |
| Travestieg (Lage)               | T152               | 0075                   | Trave, Fluss in Schleswig-Holstein | 1955                | | Travestieg               |
| Usedomstraße (Lage)             | U044               | 0285                   | Ostseeinsel Usedom | 1955                | | Usedomstraße             |
| Walddörferstraße (Lage)         | W021               | 0995 (im Stadtteil)    | nach der Funktion zu den Walddörfern führend | 1947                | südwestlich der Kreuzung Am Stadtrand/Ölmühlenweg in Wandsbek | Walddörferstraße         |
| Werthweg (Lage)                 | W180               | 0265                   | Julius Caesar Stülcken (1867–1925), Werftbesitzer und Bühnenautor | 1950                | Stülcken bediente sich als Autor mehrerer Pseudonyme, darunter Peter Werth. Vor 1950: Siegfriedsweg | Werthweg                 |
| Weseler Weg (Lage)              | W181               | 0295                   | Wesel, Stadt Nordrhein-Westfalen | 1950                | Die Benennung erfolgte in Anlehnung an die benachbarte Schillstraße. 1809 wurden elf Offiziere des Freikorps um Ferdinand von Schill in der niederrheinischen Stadt standrechtlich erschossen. | Weseler Weg              |
| Westerlandstraße (Lage)         | W196               | 0405                   | Westerland, Ortsteil der Gemeinde Sylt | vor 1903            | | Westerlandstraße         |
| Wichelwisch (Lage)              | W216               | 0845                   | nach einem Flurnamen (Weidenwiese) | 1951                | | Wichelwisch              |
| Willöperstraße (Lage)           | W292               | 0240                   | Johannes Gottfried Daniel Willöper (1850–1927), Kommerzienrat | 1950                | Willöper gründete ein nach ihm benanntes Stift, das im Zweiten Weltkrieg abbrannte. Vor 1950: Tondernstraße | Willöperstraße           |
| Wilsonstraße (Lage)             | W300               | 0440 (im Stadtteil)    | Woodrow Wilson (1856–1924), US-amerikanischer Politiker | 1947                | vor 1947: Tanga-Straße; südlich der Kuehnstraße in Jenfeld | Wilsonstraße             |
| Wöschenhof (Lage)               | W366               | 0220                   | nach einem Flurnamen (wüster Hof) | vor 1933            | | Wöschenhof               |
| Yorkstraße (Lage)               | Y001               | 0110                   | Ludwig Yorck von Wartenburg (1759–1830), preußischer Generalfeldmarschall | vor 1951            | | Yorkstraße               |
| Zur Küperkoppel (Lage)          | Z057               | 0095                   | nach einem Flurnamen (Land des Küpers) | vor 1922            | | Zur Küperkoppel          |